# Krasiiv, Monastîrîska
Krasiiv (în ucraineană Красіів) este o comună în raionul Monastîrîska, regiunea Ternopil, Ucraina, formată numai din satul de reședință.

## Demografie
Componența lingvistică a comunei Krasiiv
     Ucraineană (99,88%)
     Alte limbi (0,12%)
Conform recensământului din 2001, majoritatea populației comunei Krasiiv era vorbitoare de ucraineană (99,88%), existând în minoritate și vorbitori de alte limbi.